# Гидриды циркония
Гидрид циркония — соединение циркония с водородом. Относится к металлоподобным гидридам.

## Получение
При нагревании циркония с водородом выше 250°C образуются, в зависимости от температуры, давления и кристаллической модификации исходного циркония, твёрдые растворы или гидриды разного состава, от ZrН0.05 до стехиометрического ZrH2.
Для получения ZrH2 важна чистота металла и водорода (особенно отсутствие примесей кислорода и водяного пара).

## Свойства
При нормальных условиях гидрид циркония — серые кристаллы с металлическим блеском, устойчивые на воздухе.
В порошкообразном виде в смеси с воздухом загорается при 430°C, но кристаллы устойчивы даже при значительно больших температурах (600—750°C).
Устойчив в воде и в атмосфере водяного пара при температурах ниже 350°C, поскольку на поверхности образуется защитная плёнка оксида ZrO2.
Сильный восстановитель.

## Применение
Гидриды циркония используются для получения высокодисперсного циркония (который может служить геттером в вакуумной технике), как компоненты керметов и в пиротехнике.
Также входит, вместе с гидридом титана, в состав припоев, предназначенных для соединения керамики с металлом.
Гидрид циркония может использоваться в качестве замедлителя нейтронов в ядерных реакторах.